# Ernst Viktor Zenker
Ernst Victor Zenker (10. März 1865 in Postelberg, Böhmen – August 1946 in Friedrichswald; später auch Ernst Viktor Zenker) war ein österreichischer Journalist und Parlamentarier.

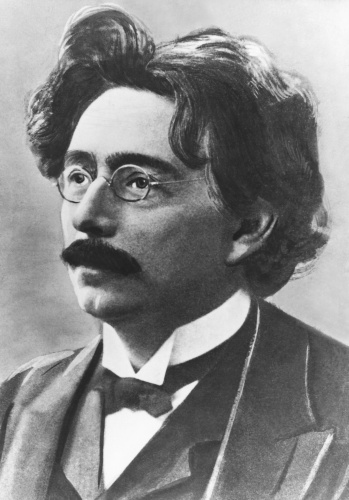
Ernst Victor Zenker

## Leben und Werk
Zenker erwarb die Matura in Wien und studierte Rechtswissenschaft.
Zenker wurde 1893 Mitglied der Wiener Freimaurerloge Humanitas und gründete 1896 die Loge Pionier. Er war von 1892 bis 1896 Herausgeber der Zeitschrift Freies Blatt. Organ zur Abwehr des Antisemitismus der österreichischen Sektion vom Verein zur Abwehr des Antisemitismus., in Folge Vorsitzender des 1906 gegründeten Wiener Vereins für Eherechtsreform.
Von 1910 bis 1917 war er Herausgeber der linksliberalen Zeitschrift Die Wage. Im Jahr 1911 war er Reichsratsabgeordneter und Mitglied der sich der demokratischen, liberalen Tradition verpflichtet sehenden Deutschfreiheitlichen Vereinigung, die die Deutschnationalen und Antisemiten, sowie die Christlichsoziale Partei bekämpfte. Mitstreiter der kleinen Fraktion waren Julius Ofner und Kamill Kuranda. Vom 21. Oktober 1918 bis zum 16. Februar 1919 war er Mitglied der Provisorischen Nationalversammlung der Republik Deutschösterreich.
Im Frühjahr 1919 trat er erfolglos mit der linksliberalen Demokratischen Mittelstandpartei zu den ersten Nationalratswahlen der eben ausgerufenen Republik an. Eine seiner engsten Mitstreiterinnen war die Frauenrechtlerin und spätere Anarchistin Olga Misař.
Zeitweise (zumindest in den 1920erjahren) war er mit der bildenden Künstlerin Emma Löwenstamm liiert.
Zenkers bekanntestes Werk ist Der Anarchismus, das auch in englischer und russischer Übersetzung erschien. Obwohl Zenker darin aus seiner Gegnerschaft zum Anarchismus kein Hehl macht, wurde es 1979 vom West-Berliner anarchistischen Libertad Verlag nachgedruckt.

## Schriften
- Geschichte der Wiener Journalistik von den Anfängen bis zum Jahre 1848. Ein Beitrag zur deutschen Culturgeschichte. Zwei Bände.
Von den Anfängen bis zum Jahre 1848. Braumüller, Wien 1892.
Während des Jahres 1848. Braumüller, Wien 1893.

- Der Anarchismus. Kritische Geschichte der anarchistischen Theorie. Fischer, Jena 1895 (Reprint Berlin 1979 und 1984)
  - engl. Übers.: Zenker, E. V.: Anarchism. A Criticism and History of the Anarchist Theory, New York and London 1897, 1898
  - russ. Übers.: Cenker, E. V.: Anarchizm. Istorija i kritika anarchičeskich učenij, Moskva 1906
- Die Wiener Revolution 1848 in ihren socialen Voraussetzungen und Beziehungen. Wien 1897
- Geschichte der Journalistik in Österreich. Verf. aus Anlass der Weltausstellung Paris 1900. Vorwort von Ferdinand von Saar. K.k. Hof- und Staatsdruckerei, Wien 1900.
- Soziale Ethik. Leipzig 1905
- Der Parlamentarismus, sein Wesen und seine Entwicklung. Hartleben, Wien 1914.
- Soziale Moral in China und Japan. (Schriften des Sozialwissenschaftlichen Akademischen Vereines in Czernowitz. Band 4.) München 1914.
- Geschichte der chinesischen Philosophie.

## Herausgeber
- Freies Blatt. Organ zur Abwehr des Antisemitismus. Wien 1892–1897[10]
- Die Wage. Wiener Wochenschrift für Politik, Volkswirtschaft, Literatur und Kunst. Ab der Gründung 1898. Herausgeber von 1910 bis 1917.
- Der Kaempfer. Radikales Wochenblatt. Herrlein, Wien 1907.
- Der Wiederaufbau. Wochenschrift für volkswirtschaftliche soziale und kulturelle Erneuerung. Wien 1918.
- Demokratie (Democratie). Eine Halbmonatsschrift für deutsche Kultur. Gablonz a. N., Stiegel i. Reichenberg 1920–?.[11]
- Freie Welt. Halbmonatsschrift für deutsche Kultur. Gablonz 1920–1937[12]